# 陳詩雅 (政治人物)
陳詩雅，天水圍民生關注平台成員，前元朗區議會頌華選區區議員。她在大學的社會科學學士課程畢業后，曾兩度參加香港區議會選舉，並積極參與社會運動。

## 兩度參加區議會選舉
陳詩雅在2015年香港區議會選舉參選屯門區議會興澤選區，以屯門社區關注組成員身份與時任區議員工聯會徐帆爭奪議席。她的政綱包括「推動成立公投法」、「增加托兒服務」、「增加生果金」、「爭取盡快興建屯門西繞道」等，得1,498票，以約千二票之差敗選。
2019年香港區議會選舉，她加入了天水圍民生關注平台並轉戰元朗區議會頌華選區與時任區議員民建聯黃煒鈴競逐議席。她的政綱包括「增設寵物共融公園」、「儘快擴建天水圍醫院」、「成立社區公投法」等。最終在反送中運動推高投票率下，她以3,659票，近千票之差擊敗黃煒鈴並成功當選區議員。

## 資料來源與註釋
1. ↑   (PDF).   [2019-12-29]. （原始内容存档 (PDF)于2019-08-14）.
2. ↑   (PDF).   [2019-12-29]. （原始内容存档 (PDF)于2019-08-14）.
3. ↑  . 選舉事務處.   [2019-12-29].
4. ↑   (PDF).   [2019-12-29]. （原始内容存档 (PDF)于2019-12-29）.
5. ↑  . 選舉事務處.   [2019-12-29]. （原始内容存档于2020-01-14）.

## 外部連結
- 陳詩雅的Facebook專頁
- 元朗區議會 - 元朗區議會議員資料 陳詩雅女士 （页面存档备份，存于）

| 議會席位      | 議會席位                                               | 議會席位              |
| ------------- | ------------------------------------------------------ | --------------------- |
| 前任： 黃煒鈴 | 元朗區議會 頌華選區區議員 2020年1月1日－2021年10月21日 | 繼任： 末任(選區取消) |